# Yeclano Deportivo
El Yeclano Deportivo es un club de fútbol español, de la ciudad de Yecla (Murcia). Fue fundado en 2004 y actualmente juega en la Primera Federación tras ascender en la temporada 2023/2024

## Historia
El Yeclano Deportivo se fundó en 2004 tras la desaparición del histórico Yeclano Club de Fútbol. Arrancó en la Primera Territorial y consiguió el ascenso. En su primer año en Territorial Preferente quedó 2.º, saldando así sus dos primeras temporadas de vida con dos ascensos.
En la temporada 2006-07 debutó en la Tercera División quedando 12.º. Al año siguiente repitió la misma posición, consolidando así la categoría. La temporada 2008-09 el equipo dio un salto en la tabla y luchó por la clasificación para el play-off de ascenso. En su primera promoción de ascenso se enfrentó al Cacereño. Tras el empate a 0 en Yecla el equipo cayó eliminado en Extremadura tras perder 3-1 en la prórroga.
En la 2009-10 consiguió la mejor clasificación de su historia al quedar 2.º en liga regular. En primera ronda de la eliminatoria eliminó al Trival Valderas, tras perder 2-0 en Alcorcón remontó en Yecla con un 5-1. En la segunda ronda eliminó al Pájara Playas de Jandía, perdiendo la ida 1-0 y ganando la vuelta 2-0. En la tercera y última ronda se enfrentó al Haro Deportivo, en La Rioja consiguió una victoria 0-1 en el último suspiro y en la vuelta consiguió el ascenso en la tanda de penaltis.
En la temporada 2010-11 el equipo quedó  19.º descendiendo a Tercera División tras ganar solamente cinco partidos.
En la temporada 2011-12 el Yeclano Deportivo, consiguió un total de 28 partidos ganados, 4 empates y 4 derrotas, quedando así campeón del grupo XIII de Tercera División de La Región de Murcia, clasificándose para jugar Copa del Rey por primera vez en su historia y optando a conseguir el ascenso de categoría.
En la primera eliminatoria le tocó jugar contra el Caudal Deportivo de Mieres, tras el 0-0 en Yecla consiguió el mismo resultado en Mieres y en la prórroga el Caudal le encajó un 3-0 no pudiendo conseguir el ascenso directo a la Segunda División B, optando a conseguir el ascenso tras la repesca. En la próxima eliminatoria le tocó el Muro de Alcoy al que  ganó por 0-4 en Muro de Alcoy y en la vuelta consiguió ganar 3-0 en casa pasando así a la fase final de ascenso. Finalmente en la última eliminatoria tuvo que jugar contra La Pobla de Mafumet un equipo que no podía ascender de categoría por ser filial del Gimnastic de Tarragona que precisamente bajaba esa temporada a Segunda B. En la ida el Yeclano perdió 2-1, en la vuelta en la Constitución ganó 2-1 teniendo que llegar a la prórroga y posteriores penaltis, se tuvo que decidir toda una temporada desde los 11 metros consiguiendo una remontada en los penaltis ya que se fue perdiendo hasta el último y en la muerte súbita el gol de Rafa López que daba así el ascenso a segunda B para el Yeclano Deportivo.
Temporada 2012-13 Grupo III 2.ª B
El segundo ascenso consecutivo dio lugar a la segunda campaña en 2.ª B del Yeclano Deportivo, esta vez, se remitió un escrito a la RFEF solicitando, por cercanía en los desplazamientos que fuera incluido en el grupo III, que comprende Cataluña, Comunidad Valenciana y Baleares, pudiendo así ahorrar en gastos de dietas para poder mejorar la plantilla. Como en la temporada 2010-11, se mantuvo el bloque del ascenso de la temporada anterior, incorporando algunos fichajes en determinados puestos, siendo la austeridad y la viabilidad económica la principal característica, pero la temporada no comenzó como estaba previsto, y los resultados no acompañaron con la regularidad necesaria, dimitiendo así el técnico García Sanjuán y haciéndose cargo del equipo el técnico Gabriel Ramón Florit, quién tampoco consiguió los puntos necesarios para evitar, de nuevo, el descenso a la 3.ª División.
Esta temporada el Yeclano Deportivo disputó la Copa del Rey, cayendo en primera ronda con el equipo balear del Constancia de Inca por el resultado de 3-0.
Temporada 2013-14 Tercera Grupo XIII
Siguiendo con el mismo técnico que acabó la temporada anterior, y con el mismo bloque del ascenso con varios fichajes de calidad, se configuró un equipo para pelear por el que sería el tercer ascenso consecutivo a la 2.ª B, tras comenzar la temporada de forma irregular y con muchos empates en ‘La Constitución’, poco a poco el equipo fue remontando posiciones hasta concluir la fase de grupos en 2.ª posición tras un intratable UCAM Murcia CF. Esta temporada también se disputó la Copa Federación, quedando campeones primero en la fase Autonómica tras ganar al equipo de El Palmar Estrella Grana en la final disputada en el campo de ‘La Arboleja’ de Cieza. Ya en la fase nacional, se eliminó primero a la U. D. Alzira, en octavos de final al Toledo y en cuartos de final se perdió con el Novelda CF.
En los play-off de ascenso se emparejó en 1/4 de final con el Osasuna Promesas, filial del equipo de referencia de Pamplona y con varios jugadores internacionales con España en categorías inferiores, al que se consiguió eliminar con el resultado de 1-1 en la ida con gol de Luis Domenech, y de 2-1 en la vuelta, también con el jugador de Petrer como protagonista del encuentro.
Ya en semifinales el sorteo deparó un enfrentamiento contra la U. D. Alzira, equipo que fue eliminado en copa federación y que esta vez se tomó revancha, en el partido de ida en el ‘Luis Suñer Picó’ el resultado fue de 3-0 para el equipo valenciano, que aprovechó varios fallos defensivos del equipo yeclano. En el partido de vuelta se rozó la remontada, con las esperanzas recuperadas al marcar dos goles rápidamente el Yeclano Deportivo gracias a un Tonete en estado de gracia quién marcó el primero y dio la asistencia para el segundo. Pero cuando más cerca estaba la remontada, dio la puntilla en un contraataque el Alzira dejando el marcador final en 2-1.
Temporada 2017-18
Este curso, con la vuelta de Sandroni al banquillo del Yeclano fue todo un éxito. Se ganó la liga, teniendo la posibilidad de ascender a Segunda B. Tras perder la primera eliminatoria frente al Málaga B, el Yeclano seguía teniendo opciones en la repesca. Tocó jugar la primera de las rondas frente al CA Cirbonero, la cual fue ganada por el Yeclano. Tras este éxito, tocó jugar contra el Atlético Sanluqueño, equipo en el que jugaba la leyenda Dani Güiza. El Yeclano cayó, por lo que permanecería un año más en Tercera.
Temporada 2018-19
Sandroni siguió a la cabeza del equipo. Esta temporada fue gloriosa para la afición del Yeclano. Solamente se perdió un partido de liga en casa, frente a Los Garres. El Yeclano también jugó Copa del Rey, de la que fue eliminado por el Melilla a primera de cambios. En liga, el Yeclano estuvo intratable hasta el final de temporada. Empezaron a deshincharse y llegaron al último partido con la necesidad de puntuar para acabar líderes. El partido se jugaba en El Mayayo frente al UCAM Murcia B. Corría el minuto 92 y el Yeclano iba perdiendo 2-1, pero disponía de un córner a favor. Subió Serna (portero), y tras un rechace, enganchó una volea tremenda que entró por la escuadra, dando así al Yeclano el acceso a los playoff como primeros de su grupo. En los playoffs tocó jugar contra el campeón del grupo de Cantabria, el UM Escobedo. El partido de ida se jugaba en Yecla. Tras una primera parte igualada, el Yeclano se comió a su rival en la segunda parte, endosándole un 6-0 para la historia. En el partido de vuelta, el Yeclano perdió 1-0 en Cantabria. El Yeclano consiguió así ascender a 2.ª B.
Temporada 2019-20
El Yeclano se reforzó en verano con buenos fichajes para competir en 2.ª B. Fichó a Ubay Luzardo y a Carlos Selfa procedentes del Ebro CD, a Héctor Camps de la UE Cornellà, se trajo de vuelta al yeclano que creció en el club Luis Castillo Ortega, y consiguió la cesión de Atdhe Rashiti del Deportivo Alavés. Llegaron también Rulo, Renato y Grzegorz Kleemann. Comenzó la liga dejándose puntos en los minutos finales o incluso en el descuento contra diferentes equipos, como el Algeciras o el San Fernando. Pero tras este breve período de adaptación, el yeclano comenzó a ganar partidos y a afianzarse en la categoría, siendo el estadio de La Constitución un fortín. Desde que ganase Los Garres el año anterior, nadie haabía vuelto a llevarse tres puntos de Yecla. El yeclano consiguió meterse en playoffs, ocupando el segundo lugar al finalizar la primera vuelta.
En Copa de S.M. el Rey el yeclano pasó exento la primera ronda, y se enfrenta al Elche en la segunda ronda de la que quedó eliminado por 1-2 en La Constitución con una maravillosa imagen de la afición del Yeclano. Finalmente el club consiguió finalizar en cuarta posición hasta el momento en el que estalló la pandemia y se debió permanecer en confinamiento. La federación decidió que los play-offs lo jugarían los equipos que estuviesen entre los cuatro primeros clasificados hasta antes del parón, se dio por finalizada la temporada y no hubo descensos. Al Yeclano Deportivo le tocó disputar la primera ronda ante la Cultural y Deportiva Leonesa, segundo clasificado en el grupo II. El partido finalizó con victoria para los leoneses por 4-1, el único goleador del Yeclano fue Mario Sánchez.
Temporada 2020-21
Tras la histórica temporada anterior, el club hizo todo lo posible por retener a piezas claves para el equipo y poder afrontar la última Segunda B de la historia. Participaron en ella 102 equipos, debido a los no-descensos y a todos los ascensos desde Tercera División. 
Tras la marcha del guardameta Miguel Serna a Unionistas de Salamanca, Ubay Luzardo al CD San Roque Lepe, Héctor Camps a la AD Mérida, el retiro como futbolista de Rafa López, el fichaje de Mario Sánchez por la CyD Leonesa, la ausencia de Pablo Vivancos, la vuelta de Grzegorz Kleemann al club polaco Kotwica, la marcha de Renato a La Unión, el fichaje del CD Badajoz por el descubrimiento sobresaliente de Íñigo Alayeto, también el Elche Ilicitano se hizo con los servicios del joven Raúl Bonillo "Rulo", y la finalización de la cesión de Athde Rashiti para su vuelta al Alavés B y una nueva cesión al DUX Internacional. Además, Javi Muñoz fue cedido al CAP Ciudad de Murcia.
Con todas estas bajas el Yeclano Deportivo se veía obligado a continuar un proyecto repleto de bajas, eso sí, siempre marcado por la identidad de la ciudad de Yecla, con muchos jugadores de allí, diferentes patrocinadores de la tierra y para su creación de camisetas con la empresa Gobik. Las altas para la nueva e ilusionante temporada del Yeclano Deportivo fueron los siguientes: 
La llegada de un guardameta experimentado en la categoría, que a pesar de no venir de una buena temporada con el UCAM Murcia, Gianni Cassaro también ha jugado en equipos como el Olot, Talavera, Peralada o Europa. A priori, el portero suplente es el recién ascendido desde el filial David Martínez.
Para la zaga defensiva, ha llegado el cartagenero Pedro García, ha jugado en la cantera del Real Betis y el Villarreal y procede del Agrobiznes Volochysk de segunda ucraniana con tan solo 20 años. Acompañando a los renovados Fran Martínez y Chino, Manu Castillo se incorpora para cumplir la baja de Rafa López y ser, presuntamente, el cuarto central del Yeclano, otro canterano más para el primer equipo. Ayoze Placeres, procedente de Unionistas de Salamanca, con mucha experiencia en la categoría de bronce, el canario ha jugado en equipos como Cartagena, Burgos o Mérida.
Se une para reforzar la banda derecha el canterano Álvaro Navarro y el ecuatoguineano, Brian Bonaba, procedentes de Yeclano B y Elche Ilicitano respectivamente.
Un canterano del Valencia que parecía ser que iba a jugar con el segundo equipo ha debutado con el primero del Yeclano, se trata de Gastón Alonso, tan solo tiene 19 años y ha tenido que suplir la baja de Carlos Selfa durante dos partidos completos de liga, además de jugar algunos amistosos, tiene mucho potencial. Destaca también la llegada de Sergio Bañón, otra perla yeclana para rellenar el centro del campo del equipo de Sandroni.
El almanseño Alberto Oca, proveniente del Talavera se une al equipo presidido por Pedro Romero para buscar aportar buen nivel con su zurda, sobre todo, en las jugadas a balón parado.
Ha debutado con el primer equipo Luispa, otro canterano más que se une para jugar partidos con el primer equipo. 
Pedro Neves, el joven portugués que llegó al Cartagena y fue cedido al Yeclano no ha contado con minutos y ha terminado por dejar el primer equipo sin disputar ni un minuto de partido oficial.
Karim Aboubakar, el ghanés de veinticinco años deslumbró a toda La Constitución con su golazo en su visita a Yecla con el Algeciras, es un delantero con garra que pelea cada balón como si fuese el último, se espera mucho de Karim para esta temporada.
Llegó en diciembre con el equipo en última posición en su subgrupo, Christian Perales, un delantero de treinta y un años que se encontraba sin equipo ha llegado al Yeclano para aportar el gol que tanto le faltaba durante los siete partidos que habían transcurrido de temporada. Salido de la cantera del Levante, ha pasado por el Novelda, Olimpic Xátiva, Ontinyent, Talavera, Atlético Madrid B, Sanse, UCAM y La Nucía. Con Talavera y Sanse marcó 18 y 15 goles respectivamente en Segunda B.
El Yeclano Deportivo no ha cumplido las expectativas puestas durante el inicio de temporada, en 7 partidos (21 puntos en juego), tan solo ha sumado 3 puntos en tres empates, dos de ellos fuera de casa (Linares y Lorca), y solo un punto en lo que era su infalible estadio (Betis Deportivo), sin embargo, los de Sandroni no quieren tirar el trabajo realizado y quieren conseguir el objetivo, tras la llegada de Christian Perales al club azulgrana y con 11 partidos en juego, se tratará de buscar clasificarse para la 2.ªRFEF. Desgraciadamente, los del Altiplano, tan solo sumaron un punto en los tres derbis que jugaron en tres jornadas seguidas y el cambio es necesario que surja ya.
El paso por Copa del Rey del Yeclano fue bastante bueno, se eliminó al Rayo Majadahonda en la primera ronda con un gol en el último minuto de la prórroga y consiguiendo el pase a la siguiente ronda, donde se vieron las caras ante el Valencia CF. A pesar de que el equipo de la máxima categoría del fútbol español ganó en La Constitución, llegó el mercado de fichajes y aterrizaron en Yecla dos fichajes muy importantes para el segundo tramo de la primera fase. Ale Zambrano y Jesús Fortes para darle al equipo lo que le faltaba. Navarro salió cedido al Muleño y Carlos Selfa fue fichado por la AD Mérida.
El primer partido en casa se consiguió el empate ante Linares Deportivo, que venía de hacer buenos partidos, y para la siguiente jornada, una inesperada victoria en Córdoba daba esperanza a los de Sandroni, pero entonces... El Ejido ganó al Yeclano en casa tras 9 jornadas sin haber ganado en liga -y siendo al propio Yeclano esa última victoria-. Esta derrota dolió mucho al equipo y por casos COVID se tuvieron que aplazar los dos siguientes partidos frente a Betis Deportivo y Lorca Deportiva. El Yeclano Deportivo visitó la capital para enfrentarse al Real Murcia y terminaron cayendo en el Enrique Roca. Se recuperaron sendos partidos aplazados, ante el Betis se empató en la Ciudad Deportiva Luis del Sol y en la visita del Lorca a la constitución, el equipo lorquino consiguió su primera victoria de la temporada. Duro golpe para el Yeclano. El siguiente enfrentamiento fue en el BeSoccer La Condomina ante UCAM, donde perdieron por la mínima, tras haberles anulado un gol legal y fallado dos penaltis (uno de ellos en el último minuto). El Recreativo Granada ganó a domicilio y en la visita al Jesús Navas se perdió por la mínima de penalti en la última jornada de la primera fase.
Finalizó la primera fase, duró 18 partidos, el Yeclano obtuvo 11 puntos, quedando en novena posición.
En la segunda fase, el equipo de Sandroni debería enfrentarse en partidos de ida y vuelta ante los cuatro últimos del otro subgrupo: Las Palmas Atlético, Marbella FC, RC Recreativo de Huelva y CD Marino. Comenzó su andadura visitando el Nuevo Colombino, partido que acabó con victoria para el Yeclano con gol de Christian Perales, mucha esperanza ganaron los jugadores para poder afrontar los siguientes encuentros.
Temporada 2023-24
Tras acabar la temporada regular en segunda posición del grupo IV de Segunda Federación, se enfrenta en semifinales de la eliminatoria de ascenso contra Lleida Esportiu, ganando a domicilio (0-1) y en casa (2-0). En la final contra el Numancia de Soria pierde 2-1 en la ida y tras 120 minutos en La Constitución asciende tras ganar 2-1 y aplicarse la norma del mejor clasificado en liga regular.

## Uniforme
Para la temporada 2023-24 las equipaciones del Yeclano fueron:
- Uniforme titular: Camiseta azulgrana a rayas verticales, pantalón azul y medias azules. En la presente temporada, el equipo ha innovado con una camiseta a rayas rojas en forma de rayos sobre el fondo azul marino.
- Uniforme visitante: Camiseta, pantalón y medias blancas.
- Uniforme alternativo: Camiseta en distintos tonos de púrpura, pantalón púrpura y medias blancas.

En la temporada 2020-21 utilizaron una camiseta color azul celeste con detalles en dorado, al igual que el manto de la patrona de Yecla, pantalón azul celeste con detalles en dorado y medias blancas.

## Estadio

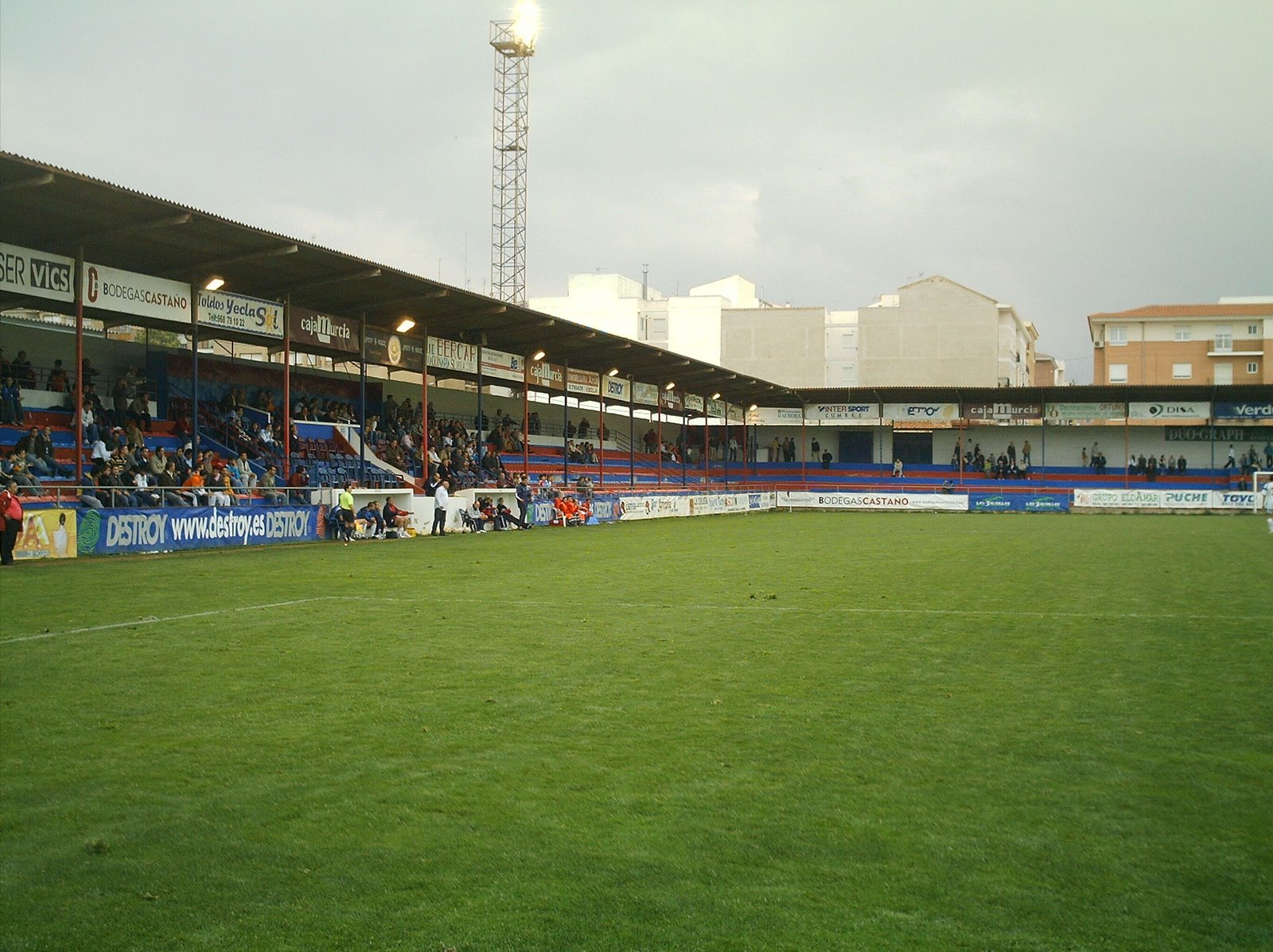
Vista del estadio desde uno de sus fondos.

Estadio La Constitución, con capacidad para 4000 personas.

## Afición
En el año 2018, acompañando la buena campaña que está realizando el Yeclano deportivo, surge la peña "Curvabar". Estos ultras se caracterizan, no por su agresividad y vandalismo, sino por su buen comportamiento dentro del campo, teniendo prohibido insultar al árbitro y aplaudiendo a los equipos rivales al término de cada partido.

## Entrenadores
- 2005-2011  Héctor Alejandro Altamirano Sandroni
- 2011-2012  Fernando García Sanjuán
- 2012-2013  Gabriel Ramón Florit
- 2014-2015  David Romero Paredes, "Biri"
- 2015  Tomás López Blázquez, "Tomi"
- 2015- Fernando García Sanjuán
- 2017-2021  Héctor Alejandro Altamirano Sandroni
- 2021-actualidad  Adrián Hernández

## Datos del club
- Temporadas en Segunda División B: 4
- Temporadas en Tercera División: 6
- Temporadas en Territorial Preferente: 1
- Temporadas en Primera Territorial: 1
- Mejor puesto en la liga: 1.º (Tercera División 2011-12, 2017-18 y 2018-19) y en (Tercera RFEF 2021-22)
- Peor puesto en la liga: 19.º (Segunda División B 2010-11)

## Palmarés
| Competición nacional      | Títulos                                                 |
| ------------------------- | ------------------------------------------------------- |
| Tercera División (3)      | 2010-11 (G. XIII), 2017-18 (G. XIII), 2018-19 (G. XIII) |
| Tercera División RFEF (1) | 2021-22 (G. XIII)                                       |

### Torneos amistosos
- Trofeo Ciudad de Alcoy (1): 2020.